# Нона Каблешкова
Вижте пояснителната страница за други личности с името Нона.
Нона Лулчова Каблешкова (по мъж Брайкова) е българска просветна деятелка от Копривщица. Работила е като учителка в Македония, радетелка за развиването на българското девическо образование.

## Биография
Родена е през 1842 година в Копривщица, в заможното семейство на хаджи Лулчо Дончов Каблешков. Тя е най-голямата сестра на революционера Тодор Каблешков. Останали сираци, голямо влияние им оказва леля им Пена – жената на хайдушкия войвода Дончо Ватах, и разказите за подвизите му. Нона завършва копривщенското девическо училище и поема пътя на учителка по българските земи в Македония. Тодор Каблешков се гордее с голямата си сестра и живо се интересува от македонските работи – и като студент в Цариград, и по-късно, като организира Македонски дружества в Копривщица, Пловдив и другаде.
Нона Каблешкова открива първото българско девическо училище в Битоля през 1870 година и преподава там до 1875 година. След това е учителка в Кукуш (от 1875 до 1878 г.). Работи в българските македонски земи до освобождението на България.
Съпругът ѝ Атанас Брайков (Брайкович) е също копривщенец, участник в борбите в Битоля за българска църковна независимост, брат на Найден Брайков. Имат един син, убит през Първата световна война.
Умира на 9 март 1918 г. в София, където живее, на 76-годишна възраст.